# SH702iD
FOMA SH702iD（フォーマ・エスエイチ なな まる に アイ ディー）は、シャープによって開発された、NTTドコモの第三世代携帯電話 (FOMA) 端末製品である。

## 概要
N702iD、F702iDとともに、702iDシリーズの先陣を切って発売された端末である。
クリエイターの松永真、シャープ、ドコモの3者によるコラボモデル。FOMA最小、最軽量（発売時）で、独特のスクエアな形状とキーのフォントが特徴である。
SDオーディオプレーヤーが搭載されており、Webページを閲覧したりメールを作成しながらでも音楽を再生できる機能を持っている。
小型・軽量を重視したため機能がすくなく（iアプリにいたってはプリセットのゲーム類がない）、miniSDスロットが電池ホルダー内にあっても電源を切り電池パックを取り外さないと抜き差しができない。画面も小さめ。
かなり軽量かつ小型のためmovaからの移行者からは「movaの2xx番に遙かに近い」と言う見方や、2台目のケータイなどにはもってこいの端末価格の安さは一部好評だった。同時発売のN702iDの方がどちらかと言うと人気だった。

## 歴史
- 2005年11月1日：電気通信端末機器審査協会 (JATE)通過
- 2005年11月10日：技術基準適合証明 (TELEC) 通過
- 2006年5月11日：D902iS、F902iS、P902iS、N902iS、SH902iS、SO902iWP+、N902iX HIGH-SPEED、DOLCE SL、SO702i、M2501 HIGH-SPEEDと同時にドコモよりプレスリリース
- 2006年2月24日：発売開始

## 不具合
2006年7月24日にDoCoMoから文章入力中に特定の文字列を入力するとフリーズや再起動が起こる不具合の発生が発表され、預かり修理による対応が行われるに到った。搭載されている日本語入力システムのケータイShoinに起因する。